# Kanton Bolívar (Carchi)
Der Kanton Bolívar befindet sich in der Provinz Carchi im Norden von Ecuador. Er besitzt eine Fläche von 360,3 km². Im Jahr 2022 lag die Einwohnerzahl bei rund 15.700. Verwaltungssitz des Kantons ist die Ortschaft Bolívar mit 3000 Einwohnern (Stand 2010). Der Kanton Bolívar wurde am 12. November 1985 eingerichtet.

## Lage
Der Kanton Bolívar befindet sich im Süden der Provinz Carchi. Das Gebiet liegt in den Anden in Höhen zwischen 1500 m und 4500 m. Der Río Chota fließt entlang der südlichen Grenze nach Westen und entwässert dabei das Areal. Die Fernstraße E35 (Ibarra–Tulcán) führt durch den Kanton und an dessen Hauptort Bolívar vorbei.
Der Kanton Bolívar grenzt im Nordosten an den Kanton Montúfar, im Osten an die Provinz Sucumbíos, im Süden an die Provinz Imbabura, im Westen an den Kanton Mira sowie im Norden an den Kanton Espejo.

## Verwaltungsgliederung
Der Kanton Bolívar ist in die Parroquia urbana („städtisches Kirchspiel“)
- Bolívar

und in die Parroquias rurales („ländliches Kirchspiel“)
- García Moreno
- Los Andes
- Monte Olivo
- San Rafael
- San Vicente de Pusir

gegliedert.

## Geschichte
Entwicklung der Einwohnerzahl im Kanton Bolívar bei landesweiten Volkszählungen zum jeweiligen Gebietsstand:
| Jahr                    | Einwohner | +/-    |
| ----------------------- | --------- | ------ |
| 1990                    | 15.157    | –      |
| 2001                    | 13.898    | −8,3 % |
| 2010                    | 14.347    | 3,2 %  |
| 2022                    | 15.677    | 9,3 %  |
| Datenherkunft: Wikidata |           |        |